# O Clã Prossegue
O Clã Prossegue é o segundo álbum de estúdio do grupo de rap brasileiro DBS e a Quadrilha. Contém 17 faixas, descritas mais abaixo. As músicas que tiveram maior audiência foram Qui Nem Judeu e Favela Agradece.

## Faixas
1. 1993
2. Salve
3. Pra Registrar
4. Qui Nem Judeu
5. É Louco Bang
6. Louko, Louko
7. Tudo Novo
8. Sem Bilhete Nego
9. DB Vagabundo S
10. São 6:30
11. Mó Mamão
12. Favela Agradece
13. Agora escuta, Salve, Salve Neguinho
14. DBS 2007 O Clã Prossegue
15. Bola na Conta
16. Pode Avisar